# Boulaye Dia
Boulaye Dia (Oyonnax, 16 november 1996) is een Senegalees voetballer, die doorgaans speelt als centrumspits. Dia speelt momenteel voor Villarreal CF.

## Clubcarrière
Dia heeft zijn jeugdopleiding bij Jura Sud Foot genoten. In juli 2018 maakte hij de overstap naar Stade de Reims. Daar maakte hij op 20 oktober 2018 zijn debuut in de Ligue 1. In de thuiswedstrijd tegen Angers kwam hij zeven minuten voor tijd Rémi Oudin vervangen. Zijn debuutwedstrijd eindigde op 1–1. Op 24 november 2018 wist Dia zijn eerste competitiedoelpunt te scoren. Hij scoorde de 2–1 eindstand op het bord in de thuiswedstrijd tegen Guingamp.
Dia tekende in juli 2021 een contract tot medio 2026 bij Villarreal CF, de winnaar van de Europa League uit het seizoen 2020/2021.

## Clubstatistieken
| Seizoen     | Club             | Competitie  | Competitie | Competitie | Competitie | Beker | Beker | Beker | Internationaal | Internationaal | Internationaal | Totaal | Totaal | Totaal |
| Seizoen     | Club             | Competitie  | Wed.       | Dlp.       | Ass.       | Wed.  | Dlp.  | Ass.  | Wed.           | Dlp.           | Ass.           | Wed.   | Dlp.   | Ass.   |
| ----------- | ---------------- | ----------- | ---------- | ---------- | ---------- | ----- | ----- | ----- | -------------- | -------------- | -------------- | ------ | ------ | ------ |
| 2017/18     | Jura Sud Foot    | National 2  | 16         | 11         | 0          | 0     | 0     | 0     | —              | —              | —              | 16     | 11     | 0      |
| Club Totaal | Club Totaal      | Club Totaal | 16         | 11         | 0          | 0     | 0     | 0     | 0              | 0              | 0              | 16     | 11     | 0      |
| 2018/19     | Stade de Reims B | National 2  | 6          | 2          | 1          | —     | —     | —     | —              | —              | —              | 6      | 2      | 1      |
| Club Totaal | Club Totaal      | Club Totaal | 6          | 2          | 1          | 0     | 0     | 0     | 0              | 0              | 0              | 6      | 2      | 1      |
| 2018/19     | Stade de Reims   | Ligue 1     | 18         | 3          | 1          | 3     | 1     | 0     | —              | —              | —              | 21     | 4      | 1      |
| 2019/20     | Stade de Reims   | Ligue 1     | 24         | 7          | 1          | 4     | 1     | 0     | —              | —              | —              | 28     | 8      | 1      |
| 2020/21     | Stade de Reims   | Ligue 1     | 36         | 14         | 1          | 1     | 2     | 0     | 2              | 0              | 0              | 39     | 16     | 1      |
| Club Totaal | Club Totaal      | Club Totaal | 78         | 24         | 3          | 8     | 4     | 0     | 2              | 0              | 0              | 88     | 28     | 3      |
| 2021/22     | Villarreal       | La Liga     | 25         | 5          | 5          | 1     | 1     | 0     | 9              | 1              | 1              | 35     | 7      | 6      |
| Club Totaal | Club Totaal      | Club Totaal | 25         | 5          | 5          | 1     | 1     | 0     | 9              | 1              | 1              | 35     | 7      | 6      |
| 2022/23     | → Salernitana    | Serie A     | 10         | 4          | 2          | 0     | 0     | 0     | —              | —              | —              | 10     | 4      | 2      |
| Club Totaal | Club Totaal      | Club Totaal | 10         | 4          | 2          | 0     | 0     | 0     | 0              | 0              | 0              | 10     | 4      | 2      |
| TOTAAL      | TOTAAL           | TOTAAL      | 135        | 46         | 11         | 9     | 5     | 0     | 11             | 1              | 1              | 155    | 52     | 12     |

Bijgewerkt op 27 april 2022.